# Valamir
Valamir (420?– 465?) byl v 5. století král germánského kmene Ostrogótů z amalské dynastie. Byl synem Vandalariuse. Měl bratry Theodemira a Vidimira. Jeho synovec byl Theodorich Veliký. Vládl území bývalé římské provincie Panonie, kterou Římané v roce 433 podstoupili Hunům. Po bitvě na řece Nedao v roce 454 území Panonie poražení Hunové opustili. Vítězstvím si Valamir upevnil kontrolu nad velkou skupinou Gótů i nad územím Panonie. Králem Ostrogótů byl od roku 447 až do své smrti někdy okolo roku 465.
Původně jako vazal a spojenec hunského vůdce Attily se účastnil v roce 451 bitvy na Katalaunských polích. Po porážce v této bitvě a smrti Atilly se chtěl stejně jako ostatní germánské kmeny osamostatnit a získat nezávislost na Hunech, a tak se obratil proti bývalému spojenci a společně s germánskými kmeny Huny v bitvě na řece Nedao porazil. Hunský vládce Ellak, syn Atilly padl a Hunové z Panonie ustoupili. Bitvy se účastnili kromě Ostrogótů i Gepidové, Herulové, Rugiové, Skirové a Svébové. Měli i podporu římského impéria.
V roce 459 Ostrogóti neobdrželi obvyklý roční poplatek od Římanů. Valamir a jeho bratři proto zaútočili na římskou provincii Illyricum 459–462. Římský císař Leon poté souhlasil s poplatkem Gótům ve výši 300 liber zlata ročně.
V roce 464 či 465 Valamir při nájezdu Skirů spadl z koně a při pádu se zabil.